# 杂酱面
杂酱麵是一种四川面食，在四川及其周边地区较为欢迎。其得名于被称为“杂酱”的浇头。杂酱，又被称之为䬰子，一般是由偏瘦的绞肉和偏肥的油脂制成的，通常是猪油与猪肉。各种调味料也会经常用来制作杂酱，其中以红油最为常见。

## 种类

### 豌豆杂酱麵
豌豆杂酱麵简称豌杂麵，在重庆及其周边地区最受欢迎 。豌杂麵以煮成黄色，具有豆沙质口感的豌豆为特色。

### 素椒杂酱麵
乾杂酱麵，在成都地区一般被叫做素椒杂酱麵，是最为常见的杂酱麵种类，一般以乾拌麵形式为主，具有鹹鲜香辣，滋味浓厚的特点。